# نادی‌توتفالو
نادی‌توتفالو (به مجاری:  Nagytótfalu) یک منطقهٔ مسکونی در مجارستان است که در بارانیا واقع شده‌است.